# 라몬 첸호이제른
라몬 첸호이제른(독일어: Ramon Zenhäusern, 1992년 5월 4일~)은 스위스의 알파인 스키 선수로 주 종목은 회전이다. 2018년 동계 올림픽에서 회전 종목 은메달, 단체전 금메달을 획득했다.